# Svatoslava Kernerová
Svatoslava Kernerová (7. února 1916 – ???) byla česká a československá politička Komunistické strany Československa a poúnorová poslankyně Národního shromáždění ČSR a Národního shromáždění ČSSR.

## Biografie
Po volbách roku 1954 byla zvolena do Národního shromáždění ve volebním obvodu Ústí nad Labem. Mandát nabyla až dodatečně v červenci 1957 jako náhradnice poté, co rezignovala poslankyně Anna Nechybová. Zvolena byla jako bezpartijní poslankyně, později v průběhu výkonu mandátu uváděna jako členka KSČ. Mandát obhájila ve volbách v roce 1960 (nyní již jako poslankyně Národního shromáždění ČSSR za Severočeský kraj) a v Národním shromáždění zasedala až do konce jeho funkčního období, tedy do voleb v roce 1964.